# Koldo Serra

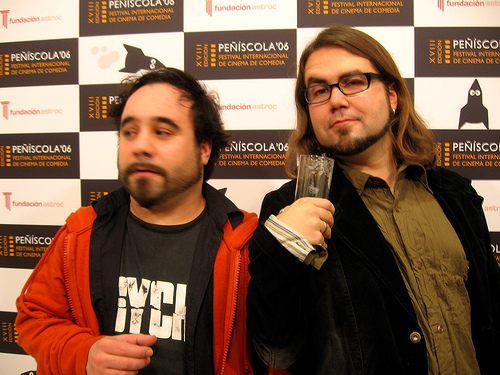
Koldo Serra (à gauche) et (à droite)

Koldo Serra est un réalisateur et scénariste espagnol, né le 15 avril 1975 à Bilbao, en Espagne.

## Filmographie

### Réalisateur
- Amor de madre  (1999)
- El Tren de la bruja (2003)
- The Backwoods (2006)
- Gominolas (2007) Série télévisée (1 épisode)
- El Comisario (2008) Série télévisée (1 épisode)
- Es bello vivir  (2008) TV
- Muchachada nui (2009) Série télévisée (1 épisode)
- Gernika (2016)
- Banco (70 binladens) (2018)

### Scénariste
- Amor de madre  (1999)
- El Tren de la bruja (2003)
- The Backwoods (2006)
- ASD. Alma sin dueño  (2008)
- Muchachada nui (2009) Série télévisée (1 épisode)